# Destrehan (Luisiana)
Destrehan es un lugar designado por el censo ubicado en la parroquia de St. Charles en el estado estadounidense de Luisiana. En el Censo de 2010 tenía una población de 11535 habitantes y una densidad poblacional de 641,65 personas por km².

## Geografía
Destrehan se encuentra ubicado en las coordenadas 29°58′19″N 90°21′15″O / 29.97194, -90.35417. Según la Oficina del Censo de los Estados Unidos, Destrehan tiene una superficie total de 17.98 km², de la cual 15.3 km² corresponden a tierra firme y (14.87%) 2.67 km² es agua.

## Demografía
Según el censo de 2010, había 11535 personas residiendo en Destrehan. La densidad de población era de 641,65 hab./km². De los 11535 habitantes, Destrehan estaba compuesto por el 78.99% blancos, el 16.39% eran afroamericanos, el 0.27% eran amerindios, el 1.22% eran asiáticos, el 0.08% eran isleños del Pacífico, el 1.41% eran de otras razas y el 1.64% pertenecían a dos o más razas. Del total de la población el 6.36% eran hispanos o latinos de cualquier raza.